# Voor U (politieke partij)

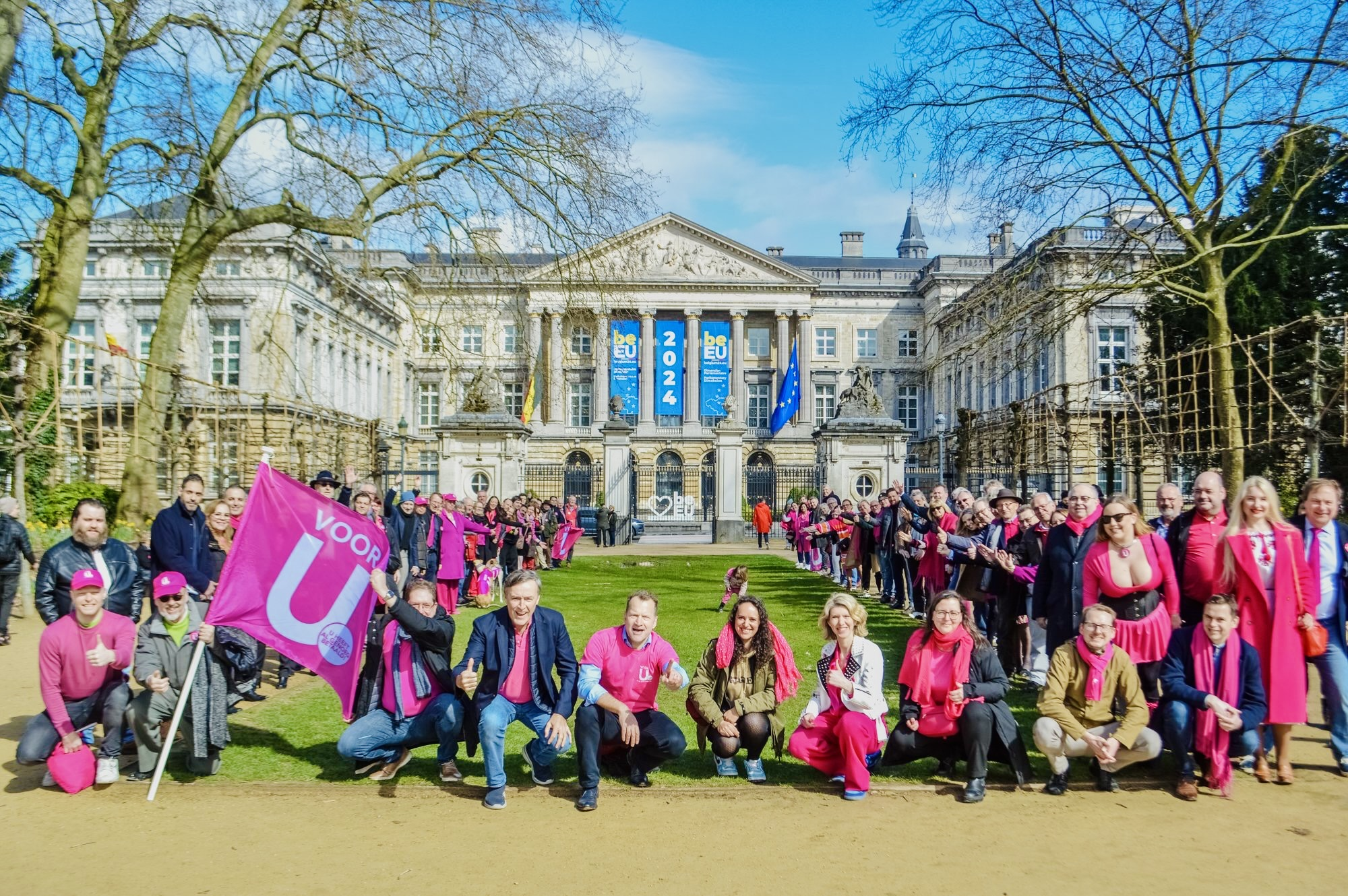
Groepsfoto met de kandidaten, maart 2024

Voor U is een Vlaamse politieke partij die eind 2023 werd opgericht door ex-Open Vld-politicus Els Ampe. Ze wil "een alternatief bieden voor de traditionele partijen". In een kartel met andere kleine partijen nam ze deel aan de samenvallende verkiezingen van juni 2024. Ze nam hetzelfde jaar ook deel aan de gemeenteraadsverkiezingen in 10 Vlaamse gemeenten. Bij geen van beide verkiezingen behaalde Voor U verkozenen.

## Geschiedenis
De relatie tussen Ampe en haar voormalige partij Open Vld stond al sinds de COVID-19 crisis onder druk. Zo had haar lokale Brusselse partijafdeling klacht neergelegd tegen het parlementslid omwille van haar deelname aan een illegale lockdown party aan Flagey waarbij ze live erg radicale uitspraken deed over het lopende COVID-19-beleid. Ze nam sinds de start van de gezondheidscrisis een rol op als coronascepticus. Eind 2023 verliet Ampe de partij Open Vld, waarvan ze zeker 20 jaar lid was en waarvoor ze sinds 2004 mandaten uitoefende. Ze deed dat uit onvrede met de voorzittersverkiezingen in de partij, waarbij de ledendemocratie volgens haar buitenspel werd gezet.
Kort erna begon Ampe gesprekken met initiatiefnemers van nieuwe partijen en andere onafhankelijken. Op 21 december werd Voor U opgericht, met onder andere de medewerking van de regionalistische partij Vista, de rechts-libertaire partijen Vrijheid en VolksLiga en de lokale partij L99. In de pers werd in december 2023 ook de medewerking van journalist Peter Verlinden aangekondigd. Verlinden verliet echter nog geen maand later Voor U om in te gaan op een aanbod van de CD&V om op de lijst voor de Europese verkiezingen te staan. Eind januari 2024 sloot Gezond Burgerverstand Vlaanderen (GBVV), dat eerder had samengewerkt met BoerBurgerBelangen (BBB), zich aan bij Voor U. Ex-politici Inge Faes (senator voor N-VA in 2010-2014), Ivan Sabbe (Vlaams Parlementslid voor LDD in 2009-2014) en Kim Geybels (senator voor N-VA in 2010) sloten zich bij Voor U aan en werden aangekondigd als lijsttrekkers bij de federale of Vlaamse verkiezingen. Oud-Volksunie-Europarlementslid Nelly Maes duwde de Europese lijst.
De partij diende lijsten in voor het Vlaams parlement, het Brussels parlement (als 'Voor U / Pour Vous'), de Kamer van volksvertegenwoordigers en het Europees Parlement in de Brusselse en Vlaamse kieskringen. De partij behaalde 0,89% in de Vlaamse verkiezingen en 1,05% in het Nederlands kiescollege in de Europese verkiezingen. Voor de Kamerverkiezingen scoorde Voor U tussen 0,30% in Brussel en 1,17% in West-Vlaanderen. Daarmee bleef de partij ver onder door de Els Ampe beoogde 7% en eveneens onder de kiesdrempel. Voor U behaalde zo geen enkele zetel.
In augustus 2024 stapte Vista uit Voor U.
De partij diende eigen kandidatenlijsten in voor de gemeenteraadsverkiezingen van oktober 2024 in Antwerpen, Brugge, Denderleeuw, Dilbeek, Gent, Hasselt, Hoeilaart, Leuven, Malle en Rotselaar, maar haalde nergens een zetel.

## Ideologie en standpunten
De leden verklaarden zich bij aanvang akkoord met twaalf inhoudelijke principes die kunnen omschreven worden als economisch- of klassiek-liberaal. De partij wil meer individuele vrijheid, minder belastingen en een kleinere overheid. Zowel in Oost-Vlaanderen voor de Kamer als in Vlaams-Brabant voor het Vlaams Parlement trok een coronascepticus de lijst.
Voor U hanteerde bij de verkiezingen in 2024 een partijprogramma dat gericht was op het versterken van directe democratie, het decentraliseren van macht en het beperken van de overheid tot haar kerntaken. De partij streeft naar een transparante en efficiënte overheid, waarbij burgers meer inspraak krijgen via referenda en directe verkiezingen van sleutelposities zoals de premier en burgemeesters. Voor U pleit voor het afschaffen van de Senaat en provincies, en het verminderen van het aantal parlementsleden en kabinetsmedewerkers om de bureaucratie te verkleinen.
Op economisch vlak beoogt de partij het doorbreken van monopolies en het stimuleren van eerlijke concurrentie, met als doel lagere prijzen voor basisvoorzieningen. Het partijprogramma benadrukt ook de noodzaak van een proactief milieu- en klimaatbeleid dat innovatie en technologische vooruitgang bevordert, zonder dogmatische benaderingen. In het onderwijs wil Voor U de kwaliteit verhogen door meer autonomie aan scholen te geven en het niveau van leerlingen te verbeteren. Daarnaast pleit de partij voor een efficiëntere justitie en politie, met snellere procedures en een focus op ernstige criminaliteit. Tot slot zet Voor U zich in voor een sociaal beleid dat gericht is op activering, met een sterk vangnet voor wie het nodig heeft, en het beperken van werkloosheidsuitkeringen in de tijd.

## Bekende (ex-)leden
- Els Ampe
- Steven Arrazola de Oñate
- Inge Faes
- Kim Geybels
- Nelly Maes
- Ivan Sabbe
- Michael Verstraeten
- Jan Wostyn